# Vallamonte
Vallamonte (en asturiano y oficialmente: Vaḷḷamonte) es una aldea que pertenece a la parroquia de Parroquia de El Baradal en el concejo de Tineo (Principado de Asturias). Se encuentra a 570 m s. n. m. y está situada a 7,40 km de la capital del concejo, la villa de Tineo. 

## Población
En 2020 contaba con una población de 33 habitantes (INE, 2020) repartidos en un total de 18 viviendas (INE, 2010).